# Melanagromyza proboscidata
Melanagromyza proboscidata är en tvåvingeart som beskrevs av Spencer 1986. Melanagromyza proboscidata ingår i släktet Melanagromyza och familjen minerarflugor.
Artens utbredningsområde är Texas. Inga underarter finns listade i Catalogue of Life.